# Dario Beni
Dario Beni (Roma, 1 de gener de 1889 - Roma, 11 de febrer de 1969) va ser un ciclista italià que va córrer entre 1909 i 1921.
En el seu palmarès destaca el fet de ser el primer vencedor d'etapa de la història del Giro d'Itàlia en la primera edició, el 1909. En aquesta mateixa edició guanyà una altra etapa, així com en l'edició de 1911. També fou dues vegades Campió d'Itàlia de ciclisme en ruta, el 1909 i el 1911.

## Palmarès
- 1909
  -  Campió d'Itàlia en ruta
  - Vencedor de 2 etapes del Giro d'Itàlia
- 1911
  -  Campió d'Itàlia en ruta
  - 1r a la Roma-Nàpols-Roma
  - Vencedor d'una etapa del Giro d'Itàlia
- 1912
  - 1r a la Roma-Nàpols-Roma
  - 1r al Giro de Romagna
- 1914
  - 1r a la Roma-Nàpols-Roma

### Resultats al Giro d'Itàlia
- 1909. 7è de la classificació general. Vencedor de 2 etapes
- 1911. 6è de la classificació general. Vencedor d'una etapa